# Titanio tarraconensis
Titanio tarraconensis is een vlinder uit de familie grasmotten (Crambidae). De wetenschappelijke naam is voor het eerst geldig gepubliceerd in 1982 door Leraut & Luquet.
De soort komt voor in Europa.